# Samtgemeinde Lutter am Barenberge
Lutter am Barenberge er et amt (samtgemeinde) i den nordvestlige del af Landkreis Goslar i den tyske delstat Niedersachsen. Den ligger nordvest for bjergkæden Harzen, omkring 13 km nordvest for Goslar. Amtet administreres fra byen Lutter am Barenberge.

## Geografi
Samtgemeinde Lutter am Barenberge består af kommunerne:
- Hahausen
- Lutter am Barenberge
- Wallmoden